# Joseph Needham
Joseph Terence Montgomery Needham (Londra, 9 dicembre 1900 – 24 marzo 1995) è stato uno storico della scienza, biochimico e sinologo britannico.

## Biografia
A 24 anni diviene "fellow" dell'Università di Cambridge. Nel 1937 incontra una giovane ricercatrice cinese, Lu Guizhen, così inizia a studiare il cinese e ad interpretarne gli ideogrammi divenendo ben presto un esperto della scrittura ideografica. È conosciuto come autorità preminente nella storia della scienza e tecnologia in Cina. Fu eletto membro della Royal Society e della British Academy. In Cina, è conosciuto principalmente con il suo nome cinese Li Yuese (李约瑟; Pinyin: Lǐ Yuēsè: Wade-Giles: Li Yüeh-Sê).
Joseph Needham fu pioniere nel riconoscimento da parte delle accademie occidentali del passato scientifico della Cina, la sua opera monumentale Scienza e Civiltà in Cina è conosciuta in Asia come Storia della Scienza in Cina. Questo enciclopedico opus magnum rivela gli sviluppi storici della scienza cinese. 
Un sorprendente rompicapo fu definito da Needham: perché nel XV secolo le scoperte scientifiche e le conseguenti applicazioni tecnologiche cinesi si sono improvvisamente arrestate, dopo essere fiorite per un millennio. È il famoso Problema di Needham. Needham lavorò per l'UNESCO e fu firmatario della dichiarazione del 1951 intitolata The Race Question.

## Opere in italiano
- Le basi della scienza moderna (con Walter Pagel), trad. di Tommaso Jervis, Garzanti, Milano 1942
- Ordine e Vita, trad. di Massimiliano Aloisi, Einaudi, Torino 1946
- Scienza e società in Cina, trad. di Mario Baccianini, Il Mulino, Bologna 1969
- La Cina e la storia. Dialogo tra Oriente e Occidente, prefazione di Mario Baccianini, trad di G. Ascenso, Feltrinelli, Milano 1975
- Scienza e civiltà in Cina (con la collaborazione di Wang Ling), 3 voll., trad. di Mario Baccianini e Gianluigi Mainardi, Einaudi, Torino 1981-83
- Introduzione e poscritto a Jolan Chang, Il Tao dell'amore. L'armonia sessuale secondo l'antica saggezza cinese, trad. di Paola Campioli, Mondadori, Milano 1981
- La medicina cinese. Principi e metodi (con la collaborazione di Lu Gwei-Djen), a cura di Anna Guagnini, Il saggiatore, Milano 1982
- Aghi celesti. Storia e fondamenti razionali dell'agopuntura e della moxibustione (con Lu Gwei-Djen), trad. di Paolo Lusso e Giuseppe Steffenino, Einaudi, Torino 1984

## Riconoscimenti
Gli è stato dedicato l'asteroide 2790 Needham.